# Microhyus setiger
Microhyus setiger – gatunek chrząszcza z rodziny ryjkowcowatych.

## Zasięg występowania
Występuje we wsch. części Ameryki Płn. od Quebecu i Ontario na płn., po Georgię i Luizjanę na płd.

## Budowa ciała
Osiąga 1,8 - 2,5 mm długości. Ciało pokryte charakterystyczną, długą szczecinką.
Ubarwienie ciała czarne z ciemnobordowymi nogami. Szczecinka pomarańczowożółta.

## Biologia i ekologia
Spotykany w ściółce leśnej. Związany z martwymi bukami.